# 若西尼
若西尼（法語：Jossigny，法語發音：[ʒɔsiɲi] ⓘ）是法国塞纳-马恩省的一个市镇，属于托尔西区。

## 地理
若西尼（48°50'16"N, 2°45'12"E）面积9.62 平方千米，位于法国法蘭西島大區塞纳-马恩省，该省份为法国北部内陆省份，北起瓦兹省，西接埃松省、马恩河谷省、塞纳-圣但尼省和瓦兹河谷省，南至卢瓦雷省，东南接约讷省，东临马恩省和奥布省，东北接埃纳省。
与若西尼接壤的市镇（或旧市镇、城区）包括：塞里斯、圣但尼新城、比西圣乔治、布里地区尚特卢、法维耶尔、蒙泰夫兰。

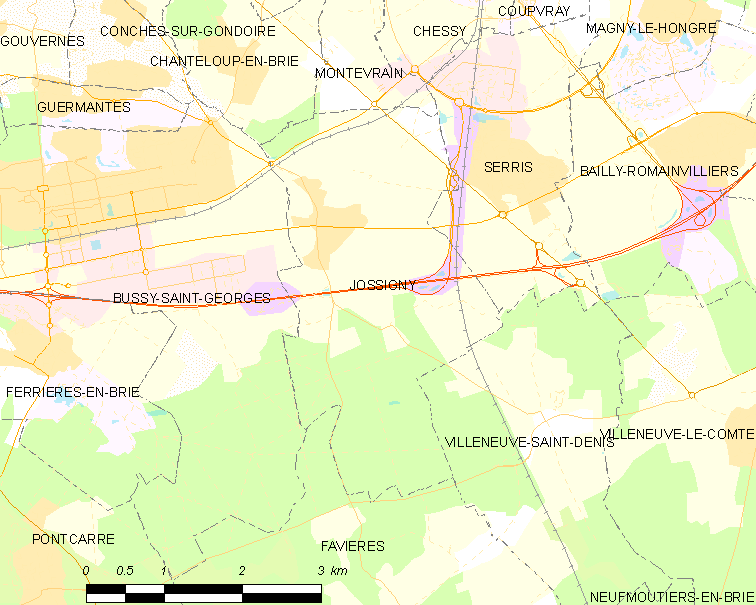
若西尼的OSM定位图

若西尼的时区为UTC+01:00、UTC+02:00（夏令时）。

## 行政
若西尼的邮政编码为77600，INSEE市镇编码为77237。

## 政治
若西尼所属的省级选区为托尔西县。

## 人口

1962-2008年间若西尼人口变化图示

若西尼于2022年1月1日时的人口数量为639人。